# Євген Зінченко
Євген Зінченко (нар. 29 квітня 1970, м. Одеса, Україна) — український педагог, журналіст та телеведучий.

## Життєпис
Євген Зінченко народився 29 квітня 1970 року в місті Одесі.
Закінчив історичний факультет Одеського державного університету.
У 1989 році почав працювати в Одеській середній школі № 71 педагогом-організатором класного й позакласного життя школярів.
З 1992 по 1997 рік працював у школі викладачем всесвітньої історії та історії України.
З 1993 по 1997 рік був автором та ведучим міні-програм про кіно в ефірі регіонального кабельного телебачення «ЕЛАН». Працював над створенням телеоглядів футбольного життя Одеси, програмою «Дев'ятка».
З 1997 по 1999 рік був ведучим музичних програм та спортивний оглядач одеської радіостанції «Радіо-ФІЛ».
З 1999 по 2010 рік був журналістом і ведучим програми «ПроСпорт-новини» на телеканалі «1+1».
У 2020 році є журналістом та ведучим програми «Новини спорту» на телеканалі «Україна-24»

## Нагороди
- Національна премія України в галузі телебачення «Телетріумф» у номінації «Спортивний коментатор, ведучий спортивної програми» (2001)[2]